# Pteroeides dofleini
Pteroeides dofleini är en korallart som beskrevs av Heinrich Balss 1910. Pteroeides dofleini ingår i släktet Pteroeides och familjen Pennatulidae. Inga underarter finns listade i Catalogue of Life.